# 萨索科尔瓦罗
萨索科尔瓦罗（義大利語：Sassocorvaro），是意大利佩薩羅和烏爾比諾省的一个已废置的市镇。总面积66.52平方公里，人口3539人，人口密度53.2人/平方公里（2008年）。ISTAT代码为041059。
2019年1月1日该市镇与奥迪托雷市镇合并为新的萨索科尔瓦罗-奥迪托雷市镇。

## 旅遊景點
- 烏巴爾迪內斯卡堡壘（英语：Rocca Ubaldinesca），弗朗切斯科·迪·乔治·马蒂尼（英语：Francesco di Giorgio Martini）所設計的小型文藝復興風格城堡。第二次世界大戰期間，它被用來收藏來自意大利各地的藝術品，以防止被德國佔領軍盜竊。
- 梅卡塔萊湖，於1950年代在福利亞河興建水壩而成的人工湖。該湖含有約600萬立方公尺的水，作灌溉之用，亦被用作水力發電。